# Adobe Acrobat
Adobe Acrobat je skupina programů firmy Adobe Systems pro prohlížení, vytváření, úpravu a další práci se soubory formátu PDF. Prvním členem skupiny je Adobe Acrobat Reader DC, který je dostupný pro operační systémy Windows, MacOS a Android a je šířen jako freeware. Umožňuje čtení, tisk a komentování PDF dokumentů. Komerční Acrobat je dostupný ve dvou edicích Acrobat Standard DC je určen pouze pro systémy Windows, umožňuje vytváření, editaci a digitální podpisování PDF dokumentů. Acrobat Pro DC je dostupný i pro MacOS a rozšiřuje možnosti Acrobat Standard DC, např. o možnost tisku s menší spotřebou toneru, OCR pro naskenované dokumenty a hlasité čtení PDF souborů.

## Historie verzí
Verze 1.0 byla vydána v červnu 1993 pro operační systém DOS. V sedmé verzi došlo ke změně názvu, kdy společnost Adobe oddělila bezplatnou verzi Acrobatu – Reader od profesionální placené verze, určené pro tvorbu a publikování ve formátu PDF. Po verzi 11 (v roce 2015) došlo k přejmenování na Adobe Acrobat DC a změně GUI a funkcí software.

## Účel
Hlavní funkcí Adobe Acrobatu je vytváření, prohlížení a úprava dokumentů PDF. Dokáže importovat oblíbené formáty dokumentů a obrázků a uložit je jako PDF. Je také možné importovat výstup skeneru, webovou stránku nebo obsah schránky Windows.
Vzhledem k povaze PDF však jakmile je dokument PDF vytvořen, nelze jeho přirozenou organizaci a tok smysluplně upravit. Jinými slovy, Adobe Acrobat je schopen upravit obsah odstavců a obrázků, ale nepřečísluje celý dokument, aby se vešel pro delší nebo kratší dokument. Acrobat může ořezávat stránky PDF, měnit jejich pořadí, manipulovat s hypertextovými odkazy, digitálně podepisovat soubor PDF, přidávat komentáře, upravovat určité části souboru PDF a zajistit jeho dodržování standardů jako PDF/A.